# Владимир Велмар Јанковић
Владимир Велмар Јанковић (Чаглић, код Пакраца, 10. август 1895 — Барселона, 11/12. август 1976) био је српски правник, психолог, драмски писац, приповедач, есејиста и критичар. За време Другог светског рата био је помоћник министра просвете у квинслиншкој Влади народог спаса.

## Биографија
Родио се 10. августа 1895. године у Чаглићу (западна Славонија). Узео је кованицу Велмар за друго презиме, из великог пијетета према родитељима. "Вел" је први слог од имена оца - Велимир, а "Мар" је први слог имена мајке - Марија рођ. Матијашевић. Основну школу завршио је у Вараждину где му је отац служио као свештеник. Текелијанум и правни факултет је студирао у Будимпешти а затим у Загребу. У Првом светском рату није учествовао јер је због слабог вида ослобођен војне службе. Године 1919. прелази у Нови Сад, а затим у Београд. Од 1918. до 1941. је радио као виши чиновник при Министарству просвете у Београду, прво као секретар Уметничког одељења, а затим као начелник Одељења за културне везе са иностранством. У овом периоду је био секретар Друштва пријатеља уметности „Цвијета Зузорић”. Прве књижевне радове је објавио за време Првог светског рата. До 1944. је био сарадник више часописа и новина: Српски књижевни гласник, Мисао, Савременик, Књижевни југ, Југословенска њива, XX век, Нова смена, Политика, Време, Реч, Новости, Трговински гласник, Нови лист, Демократија, Обнова, Просветни гласник, Српски народ. Био је покретач и уредник часописа за духовну културу Нови видици (Београд/Сарајево, 1928-1929).
Био је истакнути члан Југословенске акције и сарадник Народне одбране. Убрзо након утапања Југословенске акције у ЈНП Збор, он се са групом истомишљеника издвојио из Збора. На изборима 1935. године био је на листи Богољуба Јевтића.

### Други светски рат
Од септембра 1941. до септембра 1944. радио је као помоћник Велибора Јонића, министра просвете у влади Милана Недића и заједно са њим спроводио националсоцијалистичке идеје. Велмар-Јанковић и његов шеф Јонић су своја овлашћења користили за протеривања неподобних професора и студената, цензуру левичарске литературе и слање ђака у Завод за принудно васпитање омладине у Смедеревској Паланци. Био је сарадник љотићевског листа „Наша борба“.
Као помоћник министра просвете Велмар-Јанковић је своја овлашћења користио за избацивање неподобних писаца (попут Јована Скерлића) из наставних планова и стављајући сопствена дела у обавезну школску лектиру и на репертоар Народног позоришта. Током рата је руководио комисијом за ратне злочине које су починиле усташе током 1941-1943. године. Комисија је скупила изузетну документацију, која се пре нестанка чувала у нарочитом трезору. Касније, за емигрантом Велмар-Јанковићем су поред комуниста, трагале и усташе, са намером да униште архиву о њиховим злочинима.
У јесен 1944. - 17. септембра је побегао са једним пријатељем пред партизанима и Црвеном армијом у емиграцију, прво у Италију, затим у Шпанију. Настанио се у Шпанији 1947. године и тамо остао до смрти.

### После рата
После пуних шест месеци скривања по словеначким и аустријским планинама обрео се у пролеће 1945. године у Риму. Скривао се затим још две године у Ватикану, уз помоћ једног кардинала Италијана, познаника из Берлина. Ново уточиште је нашао у Барселони где је 1948. године био радник на бојењу каранфила. По сведочењу његове кћерке Владимир је користио стотинак конспиративних имена.
Под псеудонимом Хорхе Вукмир објавио је три обимне студије из области психологије, на шпанском језику. У Барселони је 1972. године основао први приватни центар за ментално здравље „Orexis“.
Оженио се Милицом, рођ. Вуловић, са којом је имао две ћерке, Гордану и Светлану. Био је након бекства у иностранство раздвојен од породице. Погинуо је у саобраћајној несрећи у Барселони у ноћи од 11. на 12. август 1976. године. Сахрањен је под именом „Професор V. J. Wukmir“.

## Дела
У француским и шпанским стручним часописима је објавио низ студија из области психологије и психијатрије.

### На српском језику:
- Светла у ноћи (новеле, Загреб, 1919)
- Иван Мандушин (портре-новела, Београд, 1922)
- Нови (драма, Београд 1922; Награда Министарства просвете)
- Робови (драма, Београд, 1924)
- Дечак с Уне (новела, Београд, 1926)
- У вртлогу (драма, Београд, 1926)
- Духовна криза данашњице (студија, Београд, 1928)
- Без љубави (драма, Београд, 1932; Награда Министарства просвете)
- Срећа А. Д. (драма, Београд, 1932; Награда Министарства просвете)[10][11]
- Државни непријатељ број 3 (драма, Београд, 1936;[12] Награда Српске краљевске академије)
- Грађанска комедија (драма, Београд 1938; Награда Народног позоришта у Сарајеву)
- Поглед с Калемегдана (студија, Београд 1938; Награда Српске краљевске академије)[13]
- Дневна вест (драма, Београд 1941; Награда из Фонда краља Александра за драму).

### На шпанском језику:
- Psicologia de la orientacion vital (Психологија животног опредељења), Барселона 1960; (језик: шпански)
- El hombre ante si mismo (Човек пред самим собом), Барселона 1964;
- Emocion y sufrimento (Емоције и патње), Барселона 1967.